# Myiochaeta marnefi
Myiochaeta marnefi là một loài ruồi trong họ Tachinidae.